# Sigilo de Lucifer

Sigilo de Lucifer.

El Sigilo de Lucifer es un símbolo utilizado mayoritariamente por los satanistas. La imagen data del siglo XVI, según el grimorium verum, un libro que muestra y explica como se lleva a cabo los pactos con espíritus, explica también gran diversidad de fórmulas mágicas y la relación y el papel que desempeñan los sellos. Se cree que el libro fue escrito por un egipcio de nombre Alibeck. Antiguamente se utilizó para ayudar a una «invocación visual del ángel Lucifer». El símbolo contiene varias características que muy poco se saben con certeza.
También es usado por los luciferistas, aquellas personas pertenecientes a la doctrina del Luciferismo o satanistas.